# ليزلي أرمور
ليزلي أرمور هو فيلسوف كندي، ولد في 9 مارس 1931، وتوفي في 1 نوفمبر 2014.